# Čibutkovica
Čibutkovica es un pueblo ubicado en la municipalidad de Lazarevac, en el distrito de Belgrado, Serbia.

## Superficie
Posee una superficie de 19,73 kilómetros cuadrados.

## Demografía
Hasta 2011 la población era de 1175 habitantes, con una densidad de población de 59,56 habitantes por kilómetro cuadrado.